# Ardon (Loiret)
Ardon – miejscowość i gmina we Francji, w Regionie Centralnym, w departamencie Loiret.
Według danych na rok 1990 gminę zamieszkiwało 731 osób, a gęstość zaludnienia wynosiła 14 osób/km² (wśród 1842 gmin Regionu Centralnego Ardon plasuje się na 530. miejscu pod względem liczby ludności, natomiast pod względem powierzchni na miejscu 71.).